# Институт языка и литературы имени Ч. Т. Айтматова
Институт языка и литературы имени Ч. Т. Айтматова НАН КР (кирг. КР УИАнын Чыңгыз Айтматов атындагы Тил жана адабият институту), ранее Институт языка и литературы АН Киргизской ССР, — научно-исследовательский институт в Бишкеке, Кыргызстан, основанный в 1954 году и действующий в составе Национальной академии наук Кыргызской Республики. Директор — А. А. Акматалиев.

## История
Предшественником института был Киргизский научно-исследовательский институт языка, литературы и истории. В 1941 году он был преобразован в Институт языка, литературы и истории (ИЯЛИ), а в 1943 году вошёл в состав Киргизского филиала АН СССР.
В 1954 года Киргизский филиал АН СССР был преобразован в Академию наук Киргизской ССР, а на базе ИЯЛИ были учреждены два самостоятельных института в её составе — Институт языка и литературы (на базе секторов языка и литературы) и Институт истории (ныне Институт истории, археологии и этнологии имени Б. Джамгерчинова).
В советское время в институте работали И. А. Батманов, К. К. Юдахин, Б. М. Юнусалиев, Б. О. Орузбаева, А. С. Садыков, А. Т. Турсунов и другие.
В 1991 году году институт был разделён на Институт языкознания и Институт литературы и искусства, в 2008 году вновь объединён и получил имя писателя Чингиза Айтматова.

## Описание
Институт занимается исследованиями киргизского литературного языка, киргизской диалектологии, современной киргизской литературы, киргизского устно-поэтического творчества, в особенности эпоса «Манас».
По состоянию на 1983 год в институте было 87 сотрудников, из них научных — 69, в том числе доктор наук — 1, кандидатов наук — 29, действовали 11 секторов, лаборатория экспериментальной лингвистики и кафедра иностранных языков.

## Директора
Директора Института языка, литературы и истории:
- 1943—1944: А. Токомбаев
- 1944—1947: С. И. Ильясов[кирг.]
- 1947—1949: К. Б. Сооронбаев[кирг.]
- 1949—1950: А. А. Алтымышбаев
- 1950—1951: А. Доолоткелдиев
- 1951—1954: И. А. Батманов

Директора Института языка и литературы:
- 1959—1962: Б. О. Орузбаева
- 1962—1978: А. Т. Турсунов[кирг.]
- 1979—1988: А. С. Садыков
- 1989—1992: А. Э. Эркебаев

Директора Института языкознания:
- 1992—1998: Ж. Сыдыков
- 1998—2005: А. Ахматов
- 2005—2008: К. Конкобаев[кирг.]

Директора Института языка и литературы:
- 2008—2013: А. А. Акматалиев
- 2013—2016: К. Т. Токтоналиев[кирг.]
- 2016—н. в.: А. А. Акматалиев